# 1. ФК Хайденхайм 1846
1. ФК Хайденхайм 1846 (на немски: 1. Fussballclub Heidenheim 1846 e.V.), известен също като Хайденхайм е германски футболен отбор, основан в град Хайденхайм ан дер Бренц. Отборът прави дебюта си в Първа Бундеслига сезон 2023/24, най-високото ниво на немския футбол.

## История
Спортен клуб Хайденхайм е основан на 14 август 1846 г., а футболната секция се появява през 1911 г. Отборът играе домакинските си мачове на стадион „Фойт-Арена“, с капацитет от 15 000 зрители. През сезон 2005/06 Хайденхайм печели Оберлига Баден-Вюртемберг. През сезон 2008/09 отборът печели Регионална лига Юг. През сезон 2013/14 клубът печели Трета лига и е повишен във Втора Бундеслига.
През сезон 2019/20 клубът завършва на 3 място, което гарантира плейофи за класиране в Първа Бундеслига. В първия плейоф "Вердер (Бремен)" и "Хайденхайм" завършват наравно (0:0). Във втория завършват наравно 2:2, но съгласно правилото за голове на чужд терен „Вердер Бремен“ остава в Бундеслигата, докато „Хайденхайм“ продължава във второто ниво.
В последния мач от сезон 2022/23 от Втора Бундеслига, „Хайденхайм“ бележи два гола в продълженията, за да спечели с 3:2 мача си срещу „Ян (Регенсбург)“ и си осигурява първото място в класирането пред „Дармщат 98" и за първи път в историята си достига до най-високата дивизия на германското футболно първенство.

## Успехи
- Купа на Германия:
  - 1/4 финалист (1): 2018/19

- Втора Бундеслига юг (II):
  - Шампион (1): 2022/23

- Трета лига (III):
  - Вице шампион (1): 2013/14

- Регионална лига юг (IV):
  - Шампион (1): 2008/09

- Фердбандслига Вюртемберг (VI):
  - Шампион (1): 2012/13

- Фердбандслига Вюртемберг 2 (VII):
  - Шампион (1): 2009/10

- Областна лига Коха/Ремс (VII):
  - Шампион (1): 2006/08

- Купа Вюртемберг:
  - Носител (6): 1965†, 2008, 2011, 2012, 2013, 2014
  - Финалист (2): 1977‡, 2005‡